# Réseau Jean-Bernard
Réseau Jean-Bernard (nebo Gouffre Jean-Bernard) je název jedné z významných jeskyní v Savojských Alpách ve Francii.
V roce 1989 byla s hloubkou 1 535 m považována za nejhlubší jeskynní systém světa, stejně tak tomu bylo v dubnu 1996, kdy byla uváděna hloubka 1 602 m. V prosinci 2021 je jeskyně Réseau Jean-Bernard uváděna jako sedmá nejhlubší na světě s hloubkou 1 625 m.
V roce 1963 dva speleologové ze skupiny Vulcain, Jean Dupont a Bernard Raffy zemřeli v jeskyni, jeskyně pak byla na jejich počest pojmenována „Jean-Bernard“.